# Rizaucourt-Buchey
Rizaucourt-Buchey is een gemeente in het Franse departement Haute-Marne (regio Grand Est) en telt 118 inwoners (2009). De plaats maakt deel uit van het arrondissement Chaumont.

## Geografie
De oppervlakte van Rizaucourt-Buchey bedraagt 15,6 km², de bevolkingsdichtheid is dus 7,6 inwoners per km².
De onderstaande kaart toont de ligging van Rizaucourt-Buchey met de belangrijkste infrastructuur en aangrenzende gemeenten.

## Demografie
Onderstaande figuur toont het verloop van het inwonertal (bron: INSEE-tellingen).

1. ↑  Populations de référence 2022.